# Peronaea planata
Peronaea planata is een tweekleppigensoort uit de familie Tellinidae. De wetenschappelijke naam is gepubliceerd in 1758 door Linnaeus als Tellina planata in de tiende editie van Systema naturae.